# Young Boy
«Young Boy» es una canción compuesta por el músico británico Paul McCartney y publicada en el álbum de estudio de 1997 Flaming Pie. A finales de abril de 1997, la canción fue publicada como primer sencillo promocional del álbum, y alcanzó la posición 19 en la lista británica UK Singles Chart.
El sencillo fue publicado exclusivamente en el Reino Unido en formato CD y 7", con dos versiones diferentes: una con la canción inédita «Looking For You» y otra con otro tema inédito, «Broomstick», como caras B. Ambas canciones fueron grabadas durante las sesiones de grabación de Flaming Pie pero no fueron incluidas en el álbum. Además, cada disco incluye una tercera pista con dos temas titulados «Oobu Jobu (Part 1)» y «Oobu Jobu (Part 2)», formados por una serie de demos, entrevistas y canciones inéditas unidas en un único tema y con los siguientes contenidos:
| «Oobu Joobu (Part 1)» 1. «Some Folks Say Oobu» 2. «Oobu Joobu Main Theme» 3. Fun Packed Radio Show 4. «I Love This House» 5. «Clock Work» 6. Paul talks about «Young Boy» 7. «Oobu Joobu We Love You» 8. «Oobu Joobu Main Theme» | «Oobu Joobu (Part 2)» 1. Wide Screen Radio 2. «Oobu Joobu We Love You» 3. «Oobu Joobu Main Theme» 4. Brilliant, What's Next 5. «Atlantic Ocean» 6. Paul Reminisces 7. «Bouree" 8. «Oobu Joobu We Love You» 9. «Oobu Joobu Main Theme» |

En 2020 fue relanzada en un extended-play homónimo, incluyendo una grabación casera de «Young Boy», la canción «Looking for You» y «Oobu Joobu (Part 1)». Este lanzamiento es parte de la remasterización de su álbum Flaming Pie de 1997.

## Lista de canciones
CD 1 (Reino Unido)
1. «Young Boy»
2. «Looking For You»
3. «Oobu Joobu» (Part 1)

CD 2 (Reino Unido)
1. «Young Boy»
2. «Broomstick»
3. «Oobu Joobu» (Part 2)